# Theo Nestler
Theo Moritz Nestler (* 14. April 1868 in Reichenbrand; † 3. Juli 1932 in Chemnitz) war ein deutscher Komponist und Chorleiter.

## Leben
Er war der Sohn des Handschuhfaktors Moritz Nestler. Bereits im Alter von sechs Jahren spielte er auf der Orgel der Evangelisch-lutherischen Kirche in Reichenbrand. Nach dem Besuch der Volksschule schlug er eine kaufmännische Ausbildung ein. Später betrieb er ein Ladengeschäft für den An- und Verkauf von Klavieren und war in seiner Freizeit als Musikpädagoge tätig. 1900 wurde er zum Vorsitzen des Männergesangvereins Reichenbrand gewählt. Dieser Verein sang Chöre der älteren und neueren Literatur. Es seien hier nur genannt das Türmerlied von Eyken, der Stundenchor des Kaiserpreissingens „Jung Volker“ von Röntgen und einige neuere im Volkston gehaltene Lieder von Nestler. Ganz besondere Anziehungskraft zog u. a. das von diesem Verein unter Nestler Leitung aufgeführte Werk des verstorbenen Dresdner Komponisten Julius Otto „Die Gesellenfahrt“ aus. Außerdem war Nestler als Chorleiter auch für das „Nestler'sche Doppelquartett“ und den „Bäckergesangverein Saxonia“ tätig. Er schrieb zahlreiche Chor- und Klaviersäztze, die u. a. in das Liederbuch des Deutschen Sängerbundes aufgenommen wurden, wodurch er reichsweite Bekanntheit vor allem im Umfeld von Männerchören erwarb.
Zu seinen bekanntesten Kompositionen zählen „Hab' Sonne im Herzen“, „O du blühende Welt“, „Halleluja! Weihnacht ist da!“ und „Mädel, dein Rosenmund“.

## Ehrungen
- 1933 war in Carlsfeld im Erzgebirge die Errichtung eines Theo-Nestler-Denkmals geplant.[1]
- In Chemnitz ist die Nestlerstraße nach ihm benannt und auf dem Friedhof im Stadtteil Reichenbrand wird sein Grab und dem vom Sängerbund "Saxonia" mit der Aufschrift "Dem Sänger der Heimat" errichteten Gedenkstein bis heute gepflegt.[2]